# Joppidium densum
Joppidium densum là một loài tò vò trong họ Ichneumonidae.